# القلب (بارق)
القلب: قرية بمحافظة بارق في جنوب المملكة العربية السعودية. تقع في غربي إمارة بارق على مسافة ميلين تقريباً، ويبلغ تعداد سكانها 622 نسمة حسب الإحصاء الذي جرى عام 2004.

## التسمية
- بفتح القاف وإسكان اللام بعدها تاء مثناة فوقية - والقلب هو الجبل الصغير بين جبلين.

## الموقع
تقع قرية القلب في غربي ساحل، شرق حدبة السادة، جنوب الشامية، وشمال جبل الأضحى.